# 四十九角形

正四十九角形

四十九角形（よんじゅうきゅうかくけい、よんじゅうきゅうかっけい、tetracontaenneagon）は、多角形の一つで、49本の辺と49個の頂点を持つ図形である。内角の和は8460°、対角線の本数は1127本である。

## 正四十九角形
正四十九角形においては、中心角と外角は7.346…°で、内角は172.653…°となる。一辺の長さが a の正四十九角形の面積 S は
{\displaystyle S={\frac {49}{4}}a^{2}\cot {\frac {\pi }{49}}\simeq 190.80364a^{2}}
{\displaystyle \cos(2\pi /49)}を冪根で表すと
{\displaystyle {\begin{aligned}\cos {\frac {2\pi }{49}}=&\cos {\frac {2\pi }{7\cdot 7}}\\=&{\frac {1}{2}}\left({\sqrt[{7}]{\cos {\frac {2\pi }{7}}+i\cdot \sin {\frac {2\pi }{7}}}}+{\sqrt[{7}]{\cos {\frac {2\pi }{7}}-i\cdot \sin {\frac {2\pi }{7}}}}\right)\\=&{\frac {1}{2}}\left({\sqrt[{7}]{\cos {\frac {2\pi }{7}}+i\cdot {\sqrt {1-\cos ^{2}{\frac {2\pi }{7}}}}}}+{\sqrt[{7}]{\cos {\frac {2\pi }{7}}-i\cdot {\sqrt {1-\cos ^{2}{\frac {2\pi }{7}}}}}}\right)\\\end{aligned}}}
{\displaystyle \cos(2\pi /7)}は正七角形も参照

### 正四十九角形の作図
正四十九角形は定規とコンパスによる作図が不可能な図形である。
正四十九角形は折紙により作図が不可能な図形である。